# Cherry Valley (Kalifornija)
Cherry Valley je naseljeno područje za statističke svrhe u američkoj saveznoj državi Kalifornija. Prema popisu stanovništva iz 2010. u njemu je živjelo 6,362 stanovnika.